# Крпан, Иван
Иван Крпан (хорв. Ivan Krpan; род. 28 мая 1997, Загреб) — хорватский пианист.
Сын скрипача Анджелко Крпана и музыковеда Горданы Крпан, внук пианиста Владимира Крпана. Окончил в Загребе Музыкальную школу имени Благое Берсы и поступил в Музыкальную академию в класс Рубена Далибалтаяна. Прошёл также ряд мастер-классов, в том числе у Павла Гилилова и Кемала Гекича.
В 2014 году завоевал первые премии на международных конкурсах в Загребе, Энсхеде и Гре-Дуасо, в 2016 г. занял второе место на конкурсе юных пианистов имени Шопена, проходившем в Москве. В 2017 году стал победителем Международного конкурса пианистов имени Бузони.
В 2018 году записал альбом с произведениями Фридерика Шопена и Роберта Шумана, предназначив его для эксклюзивного распространения через Интернет. Гастролировал в Италии, Норвегии, Южной Корее, Гонконге.